# Arxiu Municipal de l'Hospitalet de Llobregat
L'Arxiu Municipal de l'Hospitalet de Llobregat (CAT AMHL) és el servei públic de titularitat municipal de l'Hospitalet de Llobregat especialitzat en la custòdia, el tractament, la gestió, la conservació i la divulgació del patrimoni documental del municipi, amb la finalitat de satisfer les necessitats informatives de la gestió administrativa, justificar els drets de les persones físiques o jurídiques i facilitar la informació necessària per a la recerca i la investigació històrica.

## Regles i convencions
Adaptació de la descripció realitzada en 2012 (última revisió: 2013) segons els preceptes de la traducció castellana de la norma ISDIAH, 1a edició, 2008.